# 복수국적

복수국적 제한없이 인정
복수국적 불인정 또는 제한적 인정
자료 없음

복수국적(複數國籍)은 한 사람이 합법적인 국적을 2개 이상 가진 경우를 의미한다. 과거에는 이중국적이라는 표현을 사용하였으나 3개 이상의 국적을 가지고 있는 경우를 포함할 수 없고, 부정적인 뉘앙스가 있기 때문에 복수국적이라는 용어를 사용하도록 개정되었다.
속지주의 국가에서 출생하거나 국제결혼으로 태어난 아이가 복수국적을 갖게 된다. 이를 다중국적(多衆國籍)이라고도 한다.
대한민국은 부모 양계혈통주의 국적법으로 개정되었기 때문에 1998년 6월 14일부터 출생 당시 부모 중 1명이 한국 국적이면 출생국가와 상관없이 한국 국적을 부여한다.
그러나 과거에는 '부계주의 국적법'이 적용되어서 출생 당시 아버지가 한국 국적인 경우에만 출생 국가와 상관없이 한국 국적이 부여되었다. 과거 출생자는 일시적인 특례법에
의해 아버지가 외국인, 어머니만 한국인이면 일시적으로 2004년 12월 31일까지 모친의 호적에 신고하면 한국 국적을 부여하는 특례법이 있어서 한국 국적을 포함한 복수국적을 가질 수 있었다. 이 경우에는 선천적 복수국적이 아니기 때문에 국적선택기한 이전까지 하나의 국적만을 선택해야 한다.
2010년 5월부터 "선천적인 복수국적자"와 출생 후 "만 20세 이전에 부모의 귀화에 의해 외국 시민권을 자동 취득하고 6개월 이내 국적보유신고한 자"는 한국 내 외국 국적 불행사 서약을 하고, 남성은 병역 의무를 이행하는 조건 하에 복수국적을 허용하도록 대한민국 국적법이 개정되었다. 여성은 만 22세 전까지 외국국적 불행사서약을 할 수 있으며, 남성은 만 22세가 지났어도 군복무 후 2년 내에 외국국적 불행사서약을 할 수 있는 기회가 추가로 주어진다.
선천적인 복수국적에 한하여 2010년 5월 4일자 개정공포일 즉시 시행되었다. 이에 따라 한국에서 선천적인 복수국적을 허용받을 수 있는 나이는 1988년 5월 4일 출생자부터 해당된다. 또한 남성의 경우는 해외 거주하는 자에 한하여 병역 여부와 관계없이 만 18세가 되는 해의 3월 31일까지 한국 국적을 포기할 수 있다. 해당 기한이 지났을 경우에는 병역 의무를 해소하기 전까지 한국 국적을 포기할 수 없다.
그러나 국적법 제 12조 3항에 의해 원정 출산으로 태어난 자, 현역 또는 보충역으로 병역 의무를 이행하지 않은 자는 복수국적을 허용받을 수 없고 하나의 국적만을 선택해야 한다.
또한 복수국적자는 한국에서 출국, 한국으로 입국할 시에는 한국 여권을 사용해야 하며, 해외에서는 하나의 여권을 선택하여 사용할 수 있다. 해외 출생자들 중 부모 중 1명이 한국 국적자인 경우 출생신고 여부와 관련 없이 한국 국적자로 취급되며, 원칙적으로 법무부는 이들의 외국 여권에 대한민국 사증을 발급해주지 않는다. 한국 방문시에는 재외공관을 통해 한국 여권을 신청해야 하며, 만약 한국 사증 발급을 원할 경우 국적이탈신고를 해야 한다.

## 같이 보기
- 이민 (입국)
- 국적
- 국적법
- 귀화